# Vlag van Languedoc-Roussillon

Vlag van Languedoc-Roussillon

De vlag van Languedoc-Roussillon bestaat uit het Occitaanse kruis en het wapen van de Kroon van Aragón. Deze vlag wordt echter niet gebruikt door de regionale raad van Languedoc-Roussillon, die de Occitaanse vlag en de vlag van de Kroon van Aragón gebruikt.
|  |  |

Vlag van Languedoc-Roussillon
(2004-2015)

Hoewel Languedoc-Roussillon haar eigen vlag heeft, gebruikt vanaf 2004 ook de logovlag. De "zeven zonnen" vormen een zeshoek. Elke zon bestaat uit een rode schijf, niet te onderscheiden van de achtergrond van de vlag, omringd door zes stralen op gelijke afstand van elkaar. De middelste zon deelt elk van zijn stralen met een andere zon, terwijl de andere zonnen drie stralen delen met drie van hun buren. De "zeven zonnen" verwijst naar Septimanië, de naam die in de Romeinse tijd aan het gebied werd gegeven. Deze naam, gebaseerd op sept, "zeven", komt ofwel van het zevende Romeinse legioen waarvan de veteranen zich in de regio zouden hebben gevestigd, of, waarschijnlijker, van de zeven steden Elne, Agde, Narbonne, Lodève, Béziers, Maguelone en Nîmes.
De regio maakt na de regionale herindeling per januari 2016 deel uit van de regio Occitanie. Hierdoor is de vlag niet meer in gebruik.